# Stits DS-1

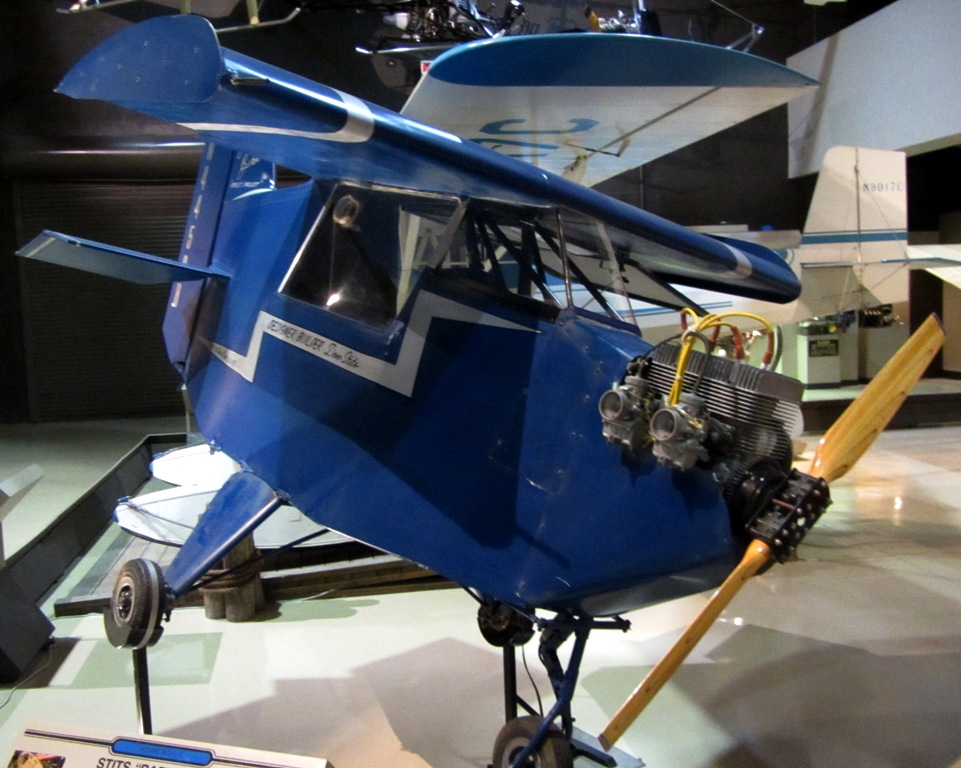
Stits DS-1

Le Stits DS-1 Baby Bird est un avion de construction amateur, conçu pour obtenir le statut de « plus petit avion au monde ». Le Baby Bird figure dans le Guinness Book of World Records en tant que « plus petit avion du monde » depuis 1984. Le titre a ensuite été redéfini comme « le plus petit monoplan du monde » afin de reconnaître le Starr Bumble Bee II comme le plus petit biplan du monde.

## Développement
Le DS-1 est un avion monomoteur et monoplace à aile haute. Le développement a commencé en 1980 pour battre le précédent record de Ray Stits du plus petit avion du monde, le Stits SA-2A Sky Baby. Le fuselage est constitué de tubes en acier soudés recouverts de tissu. L'aile est entièrement en bois.

## Histoire opérationnelle
Trente-quatre vols ont eu lieu en 1984 avec Harold Nemer, pilote de la United States Navy, aux commandes.

## Spécifications (DS-1)

### Caractéristiques générales
- Équipage : 1
- Longueur : 3,4 m
- Envergure: 1,91 m
- Hauteur : 1,5 m
- Poids à vide : 114 kg
- Poids brut : 193 kg
- Groupe motopropulseur: 1 × Hirth 2 cylindres, 55 ch (41 kW)
- Hélices : à 2 pales

### Performance
- Vitesse maximale : 177 km/h
- Vitesse de décrochage : 113 km/h